# سینه‌سرخ سیاه
سینه‌سرخ سیاه (نام علمی: Petroica traversi) نام یک گونه از تیره سینه‌سرخ‌های استرالزی است.